# Anaphes wratislawensis
Anaphes wratislawensis är en stekelart som först beskrevs av Soyka 1954.  Anaphes wratislawensis ingår i släktet Anaphes och familjen dvärgsteklar. Inga underarter finns listade i Catalogue of Life.